# Pune (dystrykt)
Pune (marathi पुणे जिल्हा, ang. Pune district) – jest jednym z trzydziestu pięciu dystryktów indyjskiego stanu Maharasztra, o powierzchni 15 643 km². 

## Położenie
Położony jest w zachodniej części tego stanu. Na zachodzie graniczy z dystryktem Raigad, na północy  zaś z Thane. Na wschodzie sąsiaduje z dystryktami Ahmednagar i Solapur, a południu  z dystryktem Satara. Prawie cała południowa granica dystryktu przebiega na rzece Nira, która jest dopływem rzeki Bhima. Natomiast zachodnia granica przebiega na rzekach: Kukdi, Ghod i Bhima.
Stolicą dystryktu jest miasto Pune.

## Rzeki
Rzeki przepływające przez obszar dystryktu :
- Bhama
- Bhima
- Ghod
- Indrayani
- Karha
- Kukdi
- Mula-Mutha
- Nira
- Pavna